# Richard Wester
Richard Wester (* 1. März 1956 in Linz am Rhein) ist ein deutscher Saxophonist und Komponist.

## Leben
Von 1974 bis 1982 studierte Richard Wester Musik in Berlin. Seit 1982 lebt er in Schleswig-Holstein.
Wester arbeitete als Bandmusiker u. a. bei Ulla Meinecke, Stefan Waggershausen, BAP und Hallucination Company, als Theatermusiker an folgenden Häusern: Theater Tribüne, Grips Theater Berlin, Schauspielhaus Hamburg, Schaubühne am Halleschen Tor. Studio- und Session-Musik machte er u. a. mit Udo Lindenberg, Hannes Wader, Reinhard Mey, Herwig Mitteregger, Joe Cocker, Lydie Auvray und Tangerine Dream.

## Selbstständige künstlerische Tätigkeit
In den Jahren 1987 bis 1988 wirkte Richard Wester in dem Programm Drei Männer im Schnee an der Seite von Manfred Maurenbrecher und Thommie Bayer mit.
Im Jahre 1988 gründete er die Instrumentalcombo Richard Wester und Band. Im selben Jahr begründete er mit Manfred Maurenbrecher das Duo Maurenbrecher & Wester, das 2004 mit dem Programm Hey Du-Nö! auftrat.
Seit 1990 ist Wester mit Gastmoderationen im NDR, WDR und DLF vertreten.
1994 wählte der Hansa-Park Richard Westers Stück „Dream Tower“ als Soundtrack für den Holsteinturm aus. Es lief dort bis 2013, wurde so unter hunderttausenden Parkbesuchern jedes Jahr bekannt und so zu seinem wohl bekanntesten Werk. Allerdings hat der Park seinerzeit das Publikum nicht über Interpret und Titelnamen informiert. In den 2010er-Jahren tauchten dann auf der Internet-Videoplattform YouTube mehrere Onridevideos auf, auf denen logischerweise das Stück leise im Hintergrund zu hören war. In den Kommentaren unter den Videos fragten wiederholt Zuschauer nach Interpret und Titel, und tatsächlich wussten einige Leute die Antwort. Erst im Mai 2022 veröffentlichte schließlich der YouTube-Kanal „Theme Park Music“ den Titel.
1995 begann er mit bundesweiten Multimedia-Installationen, z. B. Rheinfels-Saga, Die Burg der tausend Jahre etc. 1997 begründete er die jährlich stattfindende Nacht der Lieder, in welcher er bisher Konzerte veranstaltete zusammen mit Nanette Scriba, Hannes Wader, Anne Haigis, Manfred Maurenbrecher, Pablo Ardouin, Ulla Meinecke, Stefan Stoppok, Knut Kiesewetter, Ina Deter, Ulrich Roski, Christina Lux, Klaus Lage, Etta Scollo, Pe Werner, Hans-Eckardt Wenzel, Nessie Tausendschön und George Nussbaumer. In der Band No standard gab er 2001 Konzerte mit Chris Jarrett und Jens Fischer.
Seit 2001 veranstaltet er jährlich Kultur im Glashaus, Westers eigene Experimentalbühne in Angeln, (Schleswig-Holstein), in der u. a. die Junge Nacht der Lieder als Rundfunkkonzert für WDR 5 und NDR durchgeführt wird. Ebenfalls seit 2001 finden die Cross-over-Konzerte mit Matthias Janz (Kirchenorgel-Saxophon) und/oder einem kleinen Orchester statt. Im Juni 2004 veranstaltete Wester die Tournee „Jasmin & Saxophon“, ein deutsch-türkisches Modern-Folk-Projekt mit einer siebenköpfigen Band aus Mercin (Südwestanatolien). In den Monaten Oktober und November 2004 wirkte er an Im Bunker – Raum der leisen Stimmen mit. Die Installation mit Gerrit Bekker und Karl Siebig aus den Bereichen Literatur, Bildende Kunst, Film und Musik war im Hochbunker Trollseeweg in Flensburg zu sehen. Seit 2004 ist Wester in Mental Journey zu erleben, einem Trioprogramm mit Ulf Meyer (Gitarre) und David Alleckna (Bass). Von Januar 2007 bis Juni 2010 moderierte Wester auf Radio Flensburg monatlich seine Sendung „Salonfähig!“ (Personality Talk).
- Seit 2005 Das Randy-Newman-Projekt, ein Trioprogramm zusammen mit Manfred Maurenbrecher und George Nussbaumer.
- Seit 2006 Concerto, ein Trioprogramm zusammen mit Rolf Hammermüller, Piano und Fabian Ahrens, Cello.
- 2007 komponierte Wester Medeafür das Schleswig-Holsteinische Landestheater. Die Ballettmusik ist eine Auftragskomposition für ein zwölfköpfiges Ensemble, die Premiere fand im September 2008 statt.
- Seit 2008 spielt er in dem Projekt Grenzgänger Crossover-Konzerte mit Kirchenmusikdirektor Michael Mages (Kirchenorgel), Fabian Ahrens (Cello) und Fjol van Forbach (Gitarre).
- Seit 2009 spielt Wester im Programm Dedicated Love-Songs zusammen mit Ingo York (Gitarre), Rolf Hammermüller (Piano), Stefan Warmuth (Bass) und Chris Evans (Schlagzeug).
- 2009 war er mitverantwortlich für das Projekt Borderland, ein internationales und interdisziplinäres Workshop-Projekt in Stettin/Szczecin (Polen) mit Jugendlichen aus Dänemark, Polen und Deutschland.

## Preise
- 1991 Deutscher Kleinkunstpreis (Das Duo)
- 1992 Linzer Kleinkunstpreis (Das Duo)
- 1993 Kulturpreis des Kreises Schleswig-Flensburg
- 2006 Kulturpreis der Stadt Flensburg
- 2010 deutsch/dänischer Kulturpreis der Region Sonderjylland-Schleswig

## Kompositionen (Auswahl)
- Teilkomponist Musical Linie 1 Grips Theater (LP/CD, Film, Theater)
- Der Versuch zu leben, Dokumentarfilm, Regie: Johann Feindt (Bundesfilmpreis 83/84)
- SFB, TV, Jugendmagazin Moskito, 10 Folgen
- LP/MC Ostseerevue, ein Dorf macht mobil, Live-Revuen Ostseeraum
- Youth Wars, Dokumentarfilm, Regie: Karl Siebig (Spiegel-TV, NDR TV, Kino)
- Europa abends, Spielfilm, Regie: Claudia Schröder, mit Eddie Constantin u. a.
- Auftragskomposition Red Indian Suite für Saxophon und elektronisches Orchester, für ökumenischen Kirchentag Flensburg, Aufzeichnung SWF 1
- Kulturevent Steinberger Wasserspiele, Ostseeraum
- Auftragskomposition Die Welt ist aus den Fugen Burgenzauber 1994 für Kultursommer Rheinland-Pfalz
- Auftragskomposition Museumssommer Schleswig-Holstein, Schloß Gottorf
- Brain Movie als Multimedia-Konzeption in Zusammenarbeit mit der Muthesius-Schule, Kiel (Video), 1995
- Burgenzauber 95 Die schöne Margerita (Auftragskomposition Kultursommer Rheinland-Pfalz, Spielzeit 1995–1997)
- Canal-Oper, Regie: Karl Siebig, TV NDR, 1995
- Boléro von Maurice Ravel und Symphony of Light in einer Bearbeitung für Saxophon und elektronisches Orchester, Lübeck, Mannheim und Osnabrück mit dem Tanztheater Regenbogen, Koblenz, Auftragskomposition Industrie, 1996/1997
- Respekt, eine Renan-Demirkan-Produktion, Auftragskomposition für Saxophon, türkische Instrumente und klassisches Orchester, Köln 1997, Linz, Flensburg
- 25 Jahre SAP, Auftragskomposition für Big Band, Saxophon und Computer, Multimedia-Live-Event, Mannheim und Amsterdam 1997
- Blickwinkel, Auftragskomposition für Ensemble, Saxophon, Computer und Tanz, Kreis Pinneberg 1997
- Burgenzauber ’98 Die Erben der schönen Margerita Auftragskomposition Musical für Kultursommer Rheinland-Pfalz, Spielzeit 1998–2000
- Rheinfels-Saga Ton-/Licht-/Theaterinstallation im Auftrag des Kultursommers Rheinland-Pfalz 1998, Spielzeit 1998–2004, fortlaufend
- Nacht-Energien, Auftragskomposition Industrie als multimediale Installation (Musik, Licht, Tanz, Film) Flensburg 1998
- We are the world, Auftragskomposition IG Metall Bundeskongress 1999 (Musik, Licht, Tanz, Film)
- We shall overcome, Revue zur Geschichte des politischen Liedes, Auftrag IG Metall, Expo 2000, August 2000
- Die Burg der tausend Jahre, Auftragskomposition und interaktives Publikumsspiel, Stadt Cochem, Juli 2000
- Akkum, Komposition und Live-Konzerte für Saxophon, türkische Saz und türkisches Ensemble in Südwestanatolien, April 2001, April 2002
- Das Dschungel-Projekt, Auftragskomposition AUDI Flensburg, multimediale Installation für Band, Storyboard, Kunstmaler und Fest der Sinne, Juni 2001
- Treibgut, CD und 11 lithografische Blätter von Hans-Ruprecht Leiß in einer limitierten Auflage, Sammlung von 60 einminütigen Kurztiteln, Februar 2003
- Bilder durch Glas, Glashaus-Projekt Mai 2003, Cross-over-Komposition für Saxophon, Kirchenorgel, Streichquartett und Gitarre, multimediale Traumbilder durch Gegenlicht, Projektionen, Schwarzlicht und Pantomime
- Im Bunker – Raum der leisen Stimmen, Komposition für Chor, Gitarre, Piano, Bass und Saxophon, nach Texten von Gerrit Bekker, Herbst 2004
- Das Dschungel-Projekt, Teil 2, Auftragskomposition AUDI Flensburg, multimediale Installation für Band, Storyboard und der Ballettkompagnie des Schleswig-Holsteinischen Landestheaters, Oktober 2005
- Carawan, Auftragskomposition IG BCE für zehnköpfiges Ensemble und Saxofon, Bundeskongress 2005, Hannover
- Medea, Ballettmusik für das Schleswig-Holsteinische Landestheater, Auftragskomposition für ein zwölfköpfiges Ensemble, Premiere September 2008, Rendsburg
- Dedicated Love-Songs, neues Programm zusammen mit Ingo York: Gitarre, Rolf Hammermüller: Piano, Stefan Warmuth: Bass, Chris Evans: Schlagzeug

## Diskografie
- Richard Wester, Maxi-Single 1986
- Heimat, LP, CD, MC 1988
- DAS DUO, Maurenbrecher und Wester live, CD 1990
- Benefiz für die Kinder von Tschernobyl Nastja Koschjurenko und Richard Wester, CD 1992
- Brain Movie, CD 1994
- heiß, Nanette Scriba und Richard Wester, CD 1996
- Symphony of Light – Live in Flensburg, Video 1996
- Zweite Heimat CD 2000
- Maurenbrecher & Wester: Hey, du – Nö! CD 2001
- Treibgut CD und 11 lithografische Blätter von Hans-Ruprecht Leiß in einer limitierten Auflage von 300 St. 2003
- Bilder durch Glas CD im Glaskästchen in einer limitierten Auflage von 500 Stück, 2004
- Concerto CD 2006
- Songbook CD inkl. Heft mit Noten und Playback-CD 2008
- Medea CD 2008
- Dedicated Love-Songs CD 2009
- Ma'umba CD 2011
- Saxophonic CD 2013